# Amt Fischberg
Das Amt Fischberg, später auch Amt Dermbach genannt, war eine territoriale Verwaltungseinheit, welche ursprünglich zum geistlichen Fürstentum Fulda gehörte. Es war zeitweise an die Grafschaft Henneberg verlehnt.
Nach dem Aussterben der Grafen von Henneberg 1583 kam das Amt unter gemeinsame Verwaltung der albertinischen und ernestinischen Wettiner. Aufgrund von Besitzansprüchen des Klosters Fulda war das Amt seit 1707 ganz unter klösterlicher Verwaltung und wurde 1764 zwischen Fulda und dem Herzogtum Sachsen-Weimar-Eisenach geteilt. Ab 1815 gehörte es ganz zum Großherzogtum Sachsen-Weimar-Eisenach.
Bis zur Verwaltungs- und Gebietsreform des Großherzogtums Sachsen-Weimar-Eisenach im Jahr 1850 und der damit verbundenen Auflösung bildete es als Amt den räumlichen Bezugspunkt für die Einforderung landesherrlicher Abgaben und Frondienste, für Polizei, Rechtsprechung und Heeresfolge.

## Geographische Lage
Das Gebiet des Amts Fischberg lag im Tal der mittleren Felda. Es gehört zur thüringischen Rhön (Vordere Rhön). Wichtigster Berg im Amtsgebiet ist der Höhn mit 510 m ü. NHN. Während seiner Zugehörigkeit zum Großherzogtum Sachsen-Weimar-Eisenach lag das Amt im Eisenacher Oberland. Das Amtsgebiet liegt heute im Südwesten des Freistaats Thüringen und gehört zum Wartburgkreis.

## Angrenzende Verwaltungseinheiten
| Exklave Oechsen (zu Amt Vacha, Landgrafschaft Hessen-Kassel) | Herrschaft Lengsfeld                                                                |                                                                            |
| Amt Geisa (geistliches Fürstentum Fulda)                     | Kompassrose, die auf Nachbargemeinden zeigt                                         | Amt Sand (Grafschaft Henneberg, nach 1680 zum Herzogtum Sachsen-Meiningen) |
| Herrschaft Tann                                              | Amt Kaltennordheim (Grafschaft Henneberg, nach 1672 zum Herzogtum Sachsen-Eisenach) |                                                                            |

## Geschichte

### Verwaltung durch die Grafen von Neidhartshausen
Ausgangspunkt des Amts Fischberg war die Burg der Grafen von Neidhartshausen (Nithardishusen) im gleichnamigen Ort Neidhartshausen in der Rhön. Erstmals wurden diese im Jahre 744 genannt. Die erste nachweisliche Erwähnung ihres Stammortes wird auf das Jahr 956 datiert. Von 1116 bis 1268 sind die Dynasten von Neidhartshausen bezeugt, die dem hennebergischen Gaugrafen des Tullifeldes unterstellt waren und den Titel „Edle Herren“ trugen. Sie bauten sich wahrscheinlich auf der Grundlage eines dem Kloster Fulda entfremdeten Fronhofsbesitzes eine Kleinherrschaft im oberen und mittleren Feldagebiet auf.
Um 1130 ist Erpho von Nithardishusen als Erbe der Cent Dermbach belegt. Zu dieser gehörten wohl schon damals fast sämtliche Ortschaften des späteren Amtsbezirks, u. a. Neidhartshausen, Fischbach und Dermbach. In diese Zeit fällt auch die Gründung des nahen Klosters Zella in Zella/Rhön. Die sich zunehmend entwickelnden Klosterstifte Fulda, Hünfeld, Rasdorf und Hersfeld verwickelten die Edlen von Nithardishusen in Gebietsstreitigkeiten, die sie in finanzielle Schwierigkeiten brachten. Dadurch mussten 1214 den Zentbezirk Dermbach an die Herren von Frankenstein verkaufen.

### Verwaltung durch die Frankensteiner, das Kloster Fulda und die Henneberger
Die Herren von Frankenstein übernahmen nun für etwa 100 Jahre dieses Gebiet. Es wurde von diesen zunächst an das Kloster Fulda belehnt. Durch kriegerische Auseinandersetzungen mit König Adolf von Nassau wurden die Frankensteiner 1295 enorm geschwächt und gerieten in finanzielle Schwierigkeiten. Im Jahr 1317 mussten sie das Zentgericht bzw. 1326 den Ort Dermbach an das Kloster Fulda verkaufen.
Mit der Übernahme dieser Ländereien baute das Kloster Fulda die Burg Fischberg auf dem Höhn aus und gründete aus dem dazugehörigen Gerichtsbezirk Dermbach das „Amt Fischberg“. Damit verlor die Burg Nithardishusen an Bedeutung und verfiel.
Durch häufige Fehden war das Kloster Fulda ab 1365 gezwungen, die Burg und das Amt Fischberg mehrfach zu verpfänden. 1455 waren die Grafen von Henneberg der Linien Schleusingen und Römhild zu je einem Viertel, die Herren von Tann zur Hälfte Pfandinhaber. Durch Kauf waren die Grafen von Henneberg-Schleusingen ab 1485 alleinige Pfandinhaber des Amts Fischberg, welches 1511 durch einen Vertrag besiegelt wurde.
Im Bauernkrieg wurde das Kloster Zella zerstört und im Zuge der Einführung der Reformation im Amt Fischberg nach 1550 aufgelöst. Die Propstei und die zugehörige Siedlung blieben jedoch in Fuldaer Besitz. Die kleine Gemeinde Zella bildete so mit einigen Höfen in der Umgebung eine katholische Enklave im Amt Fischberg.

### Gemeinsame Verwaltung unter den ernestinischen und albertinischen Wettinern
Mit dem Tod des Grafen Georg Ernst von Henneberg-Schleusingen im Jahr 1583 erlosch das einst mächtige Henneberger Grafenhaus. Der mit den ernestinischen Wettinern 1554 geschlossene Kahlaer Vertrag regelte die Erbfolge der einzelnen Landesteile. Das Kloster Fulda drängte auf Wiedereinlösung seiner Pfandschaft auf das Amt Fischberg, was jedoch die sächsischen Erben hinauszögerten. Dies führte zu einem Jahrhunderte währenden Streit mit den Fuldaer Fürstäbten. 1594 wurde ein Vergleich getroffen, dass das Amt Fischberg unter gemeinsamer sächsisch-ernestinischer und albertinischer Verwaltung bleibt. Davon wurde nur die Gerichtsbarkeit über das Kloster und das Dorf Zella ausgenommen, welche nie in der Pfandschaft begriffen waren. Das Amt Fischberg wurde nun vom südlich gelegenen sächsischen Amt Kaltennordheim aus verwaltet.
1629 verlangte das Kloster Fulda erneut die Herausgabe des Amts, was aber durch die Geschehnisse des Dreißigjährigen Kriegs (1618–1648) unterblieb.
1660/61 erfolgte die Aufteilung der Grafschaft Henneberg. Dabei erhielt das kursächsische Sekundogenitur-Fürstentum Sachsen-Zeitz 5/12, Sachsen-Altenburg 3,5/12 des Gebiets und Sachsen-Weimar gemeinsam mit Sachsen-Gotha den restlichen Anteil. Das Amt Fischberg blieb im gemeinsamen Besitz. Da aber die Verwaltung vom Amt Kaltennordheim aus erfolgte, wurde das Direktorium über das Amt an Sachsen-Weimar übergeben. Die Einkünfte aus dem Amt wurden zur Unterhaltung des Gymnasiums in Schleusingen ausgesetzt. Auch bei der Teilung von Sachsen-Weimar im Jahr 1672, bei der das Amt Kaltennordheim an Sachsen-Eisenach überging, blieb Fischberg im gemeinschaftlichen Besitz.

### Übergang in den Besitz des Klosters Fulda
Das Kloster Fulda begann ab 1702 die Einlösung des Pfands am Amt Fischberg zu erwirken. 1705 trat Sachsen-Zeitz seine 5/12 am Amt ab, worauf die Ernestinischen Herzogtümer gewaltsam protestierten. Nach einem Reichshofsratsbeschluss wurden 1706 die Herzogtümer angehalten, binnen zwei Monaten ihre Anteile am Amt unter Androhung einer Strafe abzutreten. Zuerst fügte sich Sachsen-Meiningen, welches den Anteil von zusammen ca. 5/12 von Sachsen-Altenburg und Sachsen-Gotha geerbt hatte. Als letztes gab auch Sachsen-Eisenach seinen von Sachsen-Weimar geerbten Anteil und das Direktorialamt an das Kloster. Gegen die Übernahme protestierten Sachsen-Weimar und Sachsen-Gotha, weil die Abtretung ohne ihre Zustimmung geschehen wäre.
Am 25. Mai 1707 kam der Fuldaer Fürstabt Adalbert von Schleifras nach Dermbach zu einer Huldigungsfeier. Die neuen, alten Gebietsherren vom Kloster Fulda begannen mit dem Bau des Dermbacher Schlosses, welches sie als Amtshaus benötigten. Es folgte eine Rekatholisierung des Amts.
Nach dem Aussterben des Hauses Sachsen-Eisenach im Jahr 1741 fiel das Herzogtum zurück an Sachsen-Weimar, wodurch das Herzogtum Sachsen-Weimar-Eisenach entstand. Die neuen Landesherren ließen Streitigkeiten wegen der Übernahme des Amts Fischberg an Fulda von 1707 wieder aufleben, indem sie u. a. das Amt Fischberg besetzten. Dies konnte erst durch den „Fischberger Rezess“ von 1764 beigelegt werden. Dadurch wurde das Amt geteilt, wodurch die östlich der Felda gelegenen Orte Fischbach, Mebritz, Wiesenthal und Urnshausen zu Sachsen-Weimar-Eisenach kamen und mit dem Amt Kaltennordheim vereinigt wurden. Die übrigen Orte blieben als Amt Fischberg bei Fulda.

### Territoriale Zugehörigkeit nach Auflösung des geistlichen Fürstentums Fulda
Nach dem Reichsdeputationshauptschluss 1803 wurde das 1802 säkularisierte Hochstift Fulda aufgelöst und an Friedrich Wilhelm von Oranien-Nassau übergeben, bis 1806 Napoleon I. das Gebiet annektierte. 1810 wurde Fulda mit seinen Ämtern Teil des Großherzogtums Frankfurt. Aus dem „Amt Fischberg“ wurde der „Distrikt Dermbach“ gebildet, welcher 1813 unter österreichische und 1815 unter preußische Verwaltung gestellt wurde.
Durch einen auf dem Wiener Kongress zwischen Preußen und Sachsen-Weimar-Eisenach geschlossenen Vertrag kamen die ehemals fuldischen Ämter Geisa und Fischberg/Dermbach 1815 an das Großherzogtum Sachsen-Weimar-Eisenach. Dem Amt Fischberg/Dermbach wurden die vier Orte Fischbach, Mebritz, Wiesenthal und Urnshausen wieder angegliedert.
1849/50 erfolgte im Großherzogtum Sachsen-Weimar-Eisenach die Trennung der Rechtsprechung von der Verwaltung. Das Amt Fischberg/Dermbach wurde mit anderen Ämtern der Rhön zum Verwaltungsbezirk Dermbach, der auch als IV. Verwaltungsbezirk bezeichnet wurde, mit Sitz in Dermbach zusammengelegt. Dieser umfasste den südlichen Teil des früheren Herzogtums Sachsen-Eisenach, welcher im 19. Jahrhundert auch als Eisenacher Oberland bezeichnet wurde. Das Justizamt Dermbach wurde mit Einführung der deutschen Gerichtsordnung aufgelöst und die zu demselben gehörenden Ortschaften den Amtsgerichtsbezirken Lengsfeld und Kaltennordheim zugeordnet.

## Zugehörige Orte
Dörfer
| - Andenhausen - Brunnhartshausen - Dermbach - Diedorf - Empfertshausen | - Föhlritz - Glattbach - Klings - Lindenau - Neidhartshausen | - Oberalba - Steinberg - Unteralba - Zella/Rhön |

Dörfer des Amts Fischberg, die zwischen 1764 und 1815 zum Amt Kaltennordheim gehörten
- Fischbach
- Mebritz
- Wiesenthal
- Urnshausen mit Hartschwinden

Burgen und Klöster
- Burg Fischberg
- Burg Neidhartshausen
- Kloster Zella

### Das Justizamt Dermbach
Das Justizamt Dermbach wurde mit Einführung der deutschen Gerichtsordnung aufgelöst und die zu demselben gehörenden Ortschaften den Amtsgerichtsbezirken Lengsfeld und Kaltennordheim zugeordnet. Die Orte des Amts Fischberg wurden folgendermaßen aufgeteilt:
- Zu Lengsfeld werden geschlagen: Dermbach, Glattbach, Lindenau, Mebritz, Ober- und Unteralba, Urnshausen und Wiesenthal.

- Zu Kaltennordheim werden geschlagen: Andenhausen, Brunnhardtshausen, Diedorf, Empfertshausen, Fischbach, Föhlritz, Klings, Neidhartshausen, Steinberg, Zella.